# Pölz (Mainleus)
Pölz (oberfränkisch: Bölds) ist ein Gemeindeteil des Marktes Mainleus im Landkreis Kulmbach (Oberfranken, Bayern). Pölz liegt in der Gemarkung Mainleus.

## Geografie
Das ehemalige Dorf Pölz ist mittlerweile in der Mainleuser Ortsstraße Pölzer Straße aufgegangen. Diese führt 800 Meter nordwestlich zur Hauptstraße (=Kreisstraße KU 6). Der Ort liegt in der Mainebene an einem namenlosen linken Zufluss des Mains und ist ansonsten von Acker- und Grünland umgeben. Im Westen befindet sich das Naturschutzgebiet Mainaltwasser bei Mainleus.

## Geschichte
Der Ort wurde 1342 als „Polncz“ erstmals urkundlich erwähnt. Dem Ortsnamen liegt das Wort polje zugrunde (slaw. für Feld).
Gegen Ende des 18. Jahrhunderts gab es in Pölz 9 Anwesen. Das Hochgericht übten das brandenburg-bayreuthische Stadtvogteiamt Kulmbach und das Amtsgericht Wernstein gemeinsam aus. Die Dorf- und Gemeindeherrschaft hatte das Kastenamt Kulmbach. Grundherren waren das Rittergut Wernstein (1 Hof), das Seniorat von Guttenberg-Guttenberg (1 Hof, 1 Gut, 1 Gütlein, 1 Dreiviertelgütlein, 1 Viertelgütlein, 1 Wohnhaus, 1 Tropfhaus) und das Rittergut Steinenhausen (1 Sölde).
Von 1797 bis 1810 unterstand Pölz dem Justiz- und Kammeramt Kulmbach. 1810 kam der Ort zum Königreich Bayern. Mit dem Gemeindeedikt wurde Pölz dem 1811 gebildeten Steuerdistrikt Schwarzach und der 1812 gebildeten Ruralgemeinde Schwarzach zugewiesen. 1819 kam Pölz an die Ruralgemeinde Mainleus.

## Religion
Pölz ist seit der Reformation evangelisch-lutherisch geprägt und war ursprünglich nach St. Aegidius (Melkendorf) gepfarrt. Seit dem 20. Jahrhundert ist die Christuskirche (Mainleus) zuständig.